# Lothar Lang
Lothar Lang (* 20. März 1928 in Werdau; † 20. Juli 2013 in Grünheide) war ein deutscher Kunsthistoriker, Ausstellungskurator und Kunstkritiker in der DDR.

## Leben
Lothar Lang wurde 1928 in Werdau geboren und war nach 1945 eine Zeit lang als Lehrer in Culmitzsch und Altenburg tätig. Lang trat im Dezember 1945 der KPD bei und wurde Mitglied der SED. 1946 nahm er ein Lehrerstudium auf und hörte Vorlesungen u. a. zu Kunstgeschichte, Geschichte und Philosophie bei Willy Kurth und Ernst Niekisch. Er schloss das Studium 1951 ab und wurde 1955 Wissenschaftlicher Oberassistent an der Pädagogischen Hochschule Potsdam.
1958 erhielt Lang eine Dozentur für Ästhetik am Institut für Lehrerweiterbildung in Berlin-Weißensee (seit 1965 in Berlin-Pankow) und wurde zum Studienrat ernannt. Als Leiter eines von ihm selbst gegründeten Kunstkabinetts avancierte er von 1962 bis 1968 zu einem wichtigen Vermittler junger und nonkonformistischer Kunst in der DDR. Er förderte so unterschiedliche Künstler wie z. B. Gerhard Altenbourg und Roger Loewig.
Darüber hinaus veranstaltete Lang im Kunstkabinett Lesungen zeitgenössischer Autoren, die 1962 mit Wolf Biermann begannen und mit Schriftstellern wie z. B. Volker Braun, Johannes Bobrowski, Stephan Hermlin, Stefan Heym, Sarah Kirsch, Günter Kunert und Heiner Müller fortgesetzt wurden. Nachdem das Kunstkabinett auf staatliches Betreiben 1968 geschlossen worden war, konnte er mit Hilfe zahlreicher Künstler seine Ausstellungstätigkeit in einem Klubhaus in Berlin-Köpenick bis 1973 fortsetzen.
Von großer und bleibender Bedeutung war die Herausgabe von 20 Grafikmappen der „Kabinett-Presse“ von 1965 bis 1974, an denen 53 Künstler, darunter Carlfriedrich Claus, Wieland Förster, Wolfgang Mattheuer, Harald Metzkes und Max Uhlig, mitwirkten. Seit 1978 arbeitete Lang mit Hans Marquardt bei der Veröffentlichung der Mappen mimt Originalgrafik Graphik-Edition des Verlags Philipp Reclam jun. Leipzig zusammen.
Nach Schließung des Kunstkabinetts und Verlust seiner Dozentur 1969 arbeitete Lang als freiberuflicher Kunstbuchautor, Ausstellungskurator und Kunstkritiker. Allein für die im Berliner Eulenspiegel-Verlag erschienene Reihe Klassiker der Karikatur verfasste er sieben Bände. Von 1957 bis 1993 schrieb er Kunstkritiken für die Zeitschriften Bildende Kunst und Die Weltbühne und entwickelte sich zum „Papst“ der Kunstkritik in der DDR. Eine von Lang vor seinem Tod getroffene Auswahl seiner Kritiken in der Weltbühne gab Elke Lang 2016 unter dem Titel Begegnung und Reflexion. Kunstkritik in der Weltbühne im Quintus-Verlag heraus.
Sein stets um Sachlichkeit und Fairness bemühtes, breites Engagement für die Kunst in der DDR prädestinierte Lang dazu, die Präsentation mehrerer Künstler aus der DDR auf der documenta 6 in Kassel 1977 aus kunstwissenschaftlicher Sicht vorzubereiten. Nach Langs eigener Erinnerung soll ihn Willi Sitte darum gebeten haben. Es soll gleichfalls einer Anregung Sittes zu verdanken sein, dass er die erste Überblicksausstellung zur Kunst in der DDR in Paris 1981 maßgeblich mitvorbereiten konnte. Ein Resümee seines Engagements für die Bildende Kunst ist das Buch „Malerei und Graphik in der DDR“, das in der Kunstlandschaft der DDR und international große Beachtung fand.
Während seiner Arbeit in der BRD und Westeuropa versuchte das Ministerium für Staatssicherheit der DDR, Lang als „Informellen Mitarbeiter“ anzuwerben, und hielt langfristig Kontakt zu ihm. Zugleich wurde Langs Tätigkeit kritisch gesehen und ihm mangelnde Loyalität zur staatlichen Kulturpolitik attestiert.
Schon 1964 hatte Lang die Redaktion der „Marginalien“, Zeitschrift für Buchkunst und Bibliophilie, die von der Pirckheimer-Gesellschaft herausgegeben wird, übernommen und bestimmte bis 1998 das Profil der Zeitschrift wesentlich mit. Sein anhaltendes Interesse an historischer Buchkunst schlug sich in mehreren Büchern zu diesem Thema nieder, die allesamt Standardwerke wurden.
1980 übernahm Lang die Leitung des Museums Schloss Burgk in Ostthüringen, wo er eine rege Ausstellungstätigkeit entfaltete und maßgeblich am Aufbau einer Exlibris-Sammlung mitwirkte. Außerdem gab er u. a. die „Burgk-Tüten“ mit Original-Miniaturgraphik heraus. Als er nach dem Ende der DDR mit einer Verleumdungskampagne überzogen wurde, gab er die Leitung des Museums auf und kehrte nach Berlin zurück.
Neben grundlegenden kunsthistorischen Arbeiten bleibt sein Verdienst, für ein tieferes Verständnis sehr unterschiedlicher Richtungen der Bildenden Kunst geworben und Grafik, insbesondere die Druckgrafik als Sammelgebiet im besten Sinne popularisiert zu haben. Lothar Lang war ein sensibler, für alle Formen künstlerischen Gestaltens aufgeschlossener Beobachter, für den allein künstlerische Qualität Maßstab der Kritik war.
Der schriftliche Nachlass Langs befindet sich im Germanischen Nationalmuseum Nürnberg.
Lang war in erster Ehe von 1961 bis 1983 mit der Pädagogin Ursula Lang (1936–2021) und in zweiter Ehe mit der Journalistin, Publizistin und Autorin Elke Lang (1942–2024) verheiratet.

## Schriften (Auswahl)
- Kosmopolitismus und „amerikanische Lebensweise“. Kongress-Verlag, Berlin 1954
- Die Malerei und Graphik der Renaissance in Deutschland. Verlag der Kunst, Dresden 1958
- Das Bauhaus 1919–1933, Idee und Wirklichkeit (Studienreihe Angewandte Kunst. Neuzeit 2), Zentralinstitut für Formgestaltung, Berlin 1965: 2. erweiterte Aufl. 1966
- (Hg.) Thomas Theodor Heine (= Klassiker der Karikatur 1), Eulenspiegel-Verlag, Berlin 1968
- Expressionismus und Buchkunst. Edition Leipzig, Leipzig 1975; 2. Aufl. 1993; engl. Ausgabe, Thames and Hudson, London 1976
- Expressionistische Buchillustrationen in Deutschland 1907 bis 1927. Edition Leipzig, 1975
- Begegnungen im Atelier. Henschelverlag, Berlin 1975
- Malerei und Graphik in der DDR. Edition Leipzig, Leipzig 1978; überarb. Neuauflage, Faber & Faber, Leipzig 2002
- Der Graphiksammler. Ein Buch für Sammler und alle, die es werden wollen. Henschelverlag, Berlin 1979; 2. Aufl., Verlag Hauswedell, Stuttgart 1995
- (Hg.) George Grosz (= Klassiker der Karikatur 19), Eulenspiegel-Verlag, Berlin 1979
- (Hg.) Paul Klee. Die Zwitschermaschine und andere Grotesken. Eulenspiegel-Verlag, Berlin 1981
- (Hg.) Jules Pascin (= Klassiker der Karikatur 20), Eulenspiegel-Verlag, Berlin 1981
- Konstruktivismus und Buchkunst. Edition Leipzig, Leipzig 1990
- Berliner Montmartre. Künstler vom Prenzlauer Berg. Rütten & Loening, Berlin, 1991; ISBN 3-352-00441-2[17]
- Surrealismus und Buchkunst. Edition Leipzig, Leipzig 1993
- Impressionismus und Buchkunst in Frankreich und Deutschland. Edition Leipzig, Leipzig 1998
- von Hegenbarth zu Altenbourg. Buchillustration und Künstlerbuch in der DDR. Verlag Hauswedell, Stuttgart 2000
- Buchkunst und Kunstgeschichte im 20. Jahrhundert. Graphik, Illustration, Malerbuch. Hiersemann, Stuttgart 2005
- Ein Leben für die Kunst. Erinnerungen. Faber & Faber, Leipzig 2009